# Jacob Hessel Dethmers
Jacob Hessel Dethmers (Toornwerd, 19 maart 1873 - Ermelo, 14 april 1930) was een Nederlands landbouwer, steenfabrikant en burgemeester

## Biografie

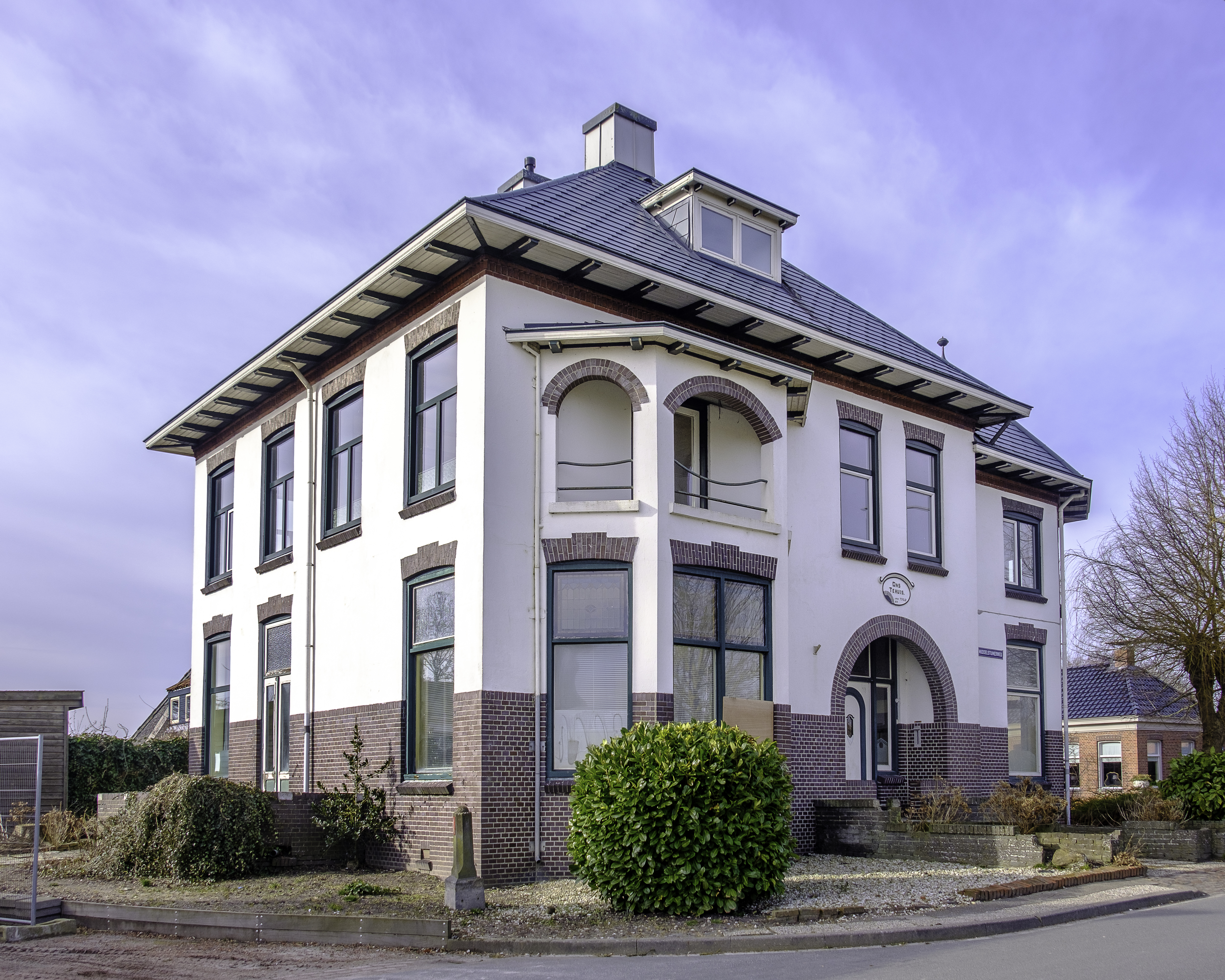
Villa 'Ons Tehuis' aan de Bredewegstraat 6 in Kantens werd gebouwd voor Dethmers

Dethmers was de zoon van landbouwer Willem Jacob Dethmers en Antje Tammes Huizenga. Hij was gehuwd met Bouwina Venhuis, dochter van de landbouwer en burgemeester Popko Venhuis en Jantje Sirps Mulder uit Stitswerd, gemeente Kantens. Zij hadden drie zoons.
Hij genoot zijn landbouwopleiding omstreeks 1895/96 in Halle (Dld.).
Dethmers, die uit een oud Gronings landbouwersgeslacht stamt, oefende sinds 1900 het boerenbedrijf uit. Hij werd in 1907 door de Rijksoverheid belast met het taxeren van de wierden in de provincie Groningen, voor de vermogensbelasting. In die tijd was hij lid van de Bond van Wierdeëxploitanten en heeft o.m. de wierde van Rottum doen afgraven.
Hij was van 1909 tot 1917 liberaal lid van Provinciale Staten van Groningen.
Op 8 februari 1911 werd hij gekozen tot lid van het bestuur van de afdeling Kantens van de Bond voor Staatspensionering en ook tot voorzitter van de afdeling Middelstum en Kantens van de Groninger Maatschappij van Landbouw en Nijverheid. Als lid van het hoofdbestuur van de Groninger Landbouwbond werd hij in 1915 benoemd in een commissie, die de voorstellen van de Regering tot wijziging van de grondbelasting zou gaan bestuderen. In 1916 verscheen het "Rapport der Commissie ter bestudeering van het wetsontwerp tot regeling der grondbelasting". Dethmers werd op de a.l.v. in 1917 te Groningen gekozen tot bestuurslid van het Groninger Rundvee Stamboek. Ook werd hij in de eerste vergadering van het hoofdbestuur van de in april 1918 te Groningen nieuw opgerichte Groninger Maatschappij van Landbouw, aangewezen tot lid van het dagelijks bestuur.
Dethmers was als voorzitter van diverse besturen van coöperatieve instellingen nauw betrokken bij o.m. de oprichting van respectievelijk de Boerenleenbank te Middelstum (16 maart 1911), van de Zuivelfabriek Middelstum (22 april 1916), van de Nederlandse Coöperatieve Zuivelverkoopcentrale (NCZ) te Amsterdam (27 februari 1918)  en van de Boerenleenbank te Kantens (29 mei 1920). Hij werd tot president-commissaris gekozen, toen de zuivelfabriek op 18 april 1921 opging in de nieuwe Coöperatieve Fabriek voor Zuivelproducten te Bedum (het latere "DOMO-Bedum").
In 1914 richtte Dethmers aan het Boterdiep te Middelstum de steenfabriek "Labor" op, evenals zijn grootvader en naamgenoot dat al deed in 1838 aan het Damsterdiep te Tuikwerd, gemeente Delfzijl. Hij vervulde van 1923 tot 1925 de functie van vicevoorzitter van de Bond van Nederlandse Baksteenfabrikanten.
In 1918 werd hij, in de plaats van zijn schoonvader, benoemd tot burgemeester van de gemeente Kantens. Onder leiding van de architecten P.- en Jb. Tilbusscher, had in september 1919 de aanbesteding plaats van het bouwen van een villa te Kantens. Boven het voorportaal is een plaquette waarop staat "Ons Tehuis JHD_BV 1920".
Op zijn verzoek werd hem vervolgens om gezondheidsredenen in 1926 eervol ontslag verleend. Hij overleed een aantal jaren later op 57-jarige leeftijd; zijn teraardebestelling op 18 april 1930 had onder enorme belangstelling plaats te Toornwerd.